# Bahnstrecke New Haven–Springfield
| Bahnhof Meriden mit einem Amtrak-Personenzug mit angehängten Postwagen, 2002. | |                                                      |                                                      |
| Streckenlänge: | 99,8 km |                                                      |                                                      |
| Spurweite: | 1435 mm (Normalspur) |                                                      |                                                      |
| Zweigleisigkeit: | New Haven–North Haven, Holt–Quarry Junction, Newington Junction–Parkville, Windsor–Hayden, Grenze CT/MA–Springfield, früher: gesamte Strecke |                                                      |                                                      |
| | |                                                      |                                                      |
| Gesellschaft: | Amtrak |                                                      |                                                      |
| Mitbenutzung: | New Haven Union Station–State Street: MNR, NH Union Station–Cedar Hill: SLE, CSXT, PW, Güterbf. Cedar Hill–Springfield: CSO, PAS             |                                                      |                                                      |
| \| \| \| von New York City \| \| \| \| 0,0 \| New Haven CT Union Station \| New Haven CT Union Station \| \| \| \| nach Shelburne Junction \| \| \| \| \| Straßenbahn der Connecticut Co. (Chapel Street) \| \| \| \| \| New Haven CT State Street (nur MNR/SLE) \| \| \| \| \| Straßenbahn der Connecticut Co. (Grand Avenue) \| \| \| \| \| Interstate 91 \| \| \| \| \| Hafenbahn \| \| \| \| \| Mill River \| \| \| \| \| Straßenbahn der Connecticut Co. (Humphrey Street) \| \| \| \| 2,7 \| Cedar Hill (früher Airline Junction) \| Cedar Hill (früher Airline Junction) \| \| \| \| Interstate 91 \| \| \| \| \| nach New London \| \| \| \| \| nach Willimantic \| \| \| \| \| Güterbahnhof \| \| \| \| 7,7 \| Quinnipiac CT \| Quinnipiac CT \| \| \| \| Devine Street \| \| \| \| \| Anschluss Güterbf. Cedar Hill \| \| \| \| \| Quinnipiac River \| \| \| \| 11,7 \| North Haven CT \| North Haven CT \| \| \| \| Interstate 91 (2×) \| \| \| \| 20,3 \| Wallingford CT (früher Bf.) \| Wallingford CT (früher Bf.) \| \| \| \| Straßenbahn der Connecticut Co. (Hall Avenue) \| \| \| \| 25,7 \| Yalesville CT \| Yalesville CT \| \| \| \| Holt (früher Holts Mill) \| \| \| \| \| Straßenbahn der Connecticut Co. (Main Street) \| \| \| \| 29,9 \| Meriden CT \| Meriden CT \| \| \| \| Interstate 691 \| \| \| \| \| Strecke Waterbury–Cromwell (Quarry Junction) \| \| \| \| \| Straßenbahn der Connecticut Co. (Farmington Avenue) \| \| \| \| \| Verbindung nach New Britain \| \| \| \| 41,7 \| Berlin CT (Keilbahnhof, früher New Britain Junction) \| Berlin CT (Keilbahnhof, früher New Britain Junction) \| \| \| \| von Middletown \| \| \| \| \| von New Britain \| \| \| \| \| Straßenbahn der Connecticut Co. (Cedar Street) \| \| \| \| \| von Waterbury (Newington Junction) \| \| \| \| \| Elmwood \| \| \| \| \| Interstate 84 \| \| \| \| \| Parkville \| \| \| \| \| Interstate 84 \| \| \| \| \| Straßenbahn der Connecticut Co. (Asylum Street) \| \| \| \| 58,9 \| Hartford CT Union Station \| Hartford CT Union Station \| \| \| \| Interstate 84 \| \| \| \| \| nach Poughkeepsie \| \| \| \| \| Straßenbahn der Connecticut Co. (Main Street) \| \| \| \| \| nach Providence \| \| \| \| \| Güterbahnhof Hartford \| \| \| \| \| von Fenwick \| \| \| \| \| Interstate 91 \| \| \| \| 64,1 \| Wilson’s \| Wilson’s \| \| \| \| Interstate 291 \| \| \| \| 69,0 \| Windsor CT (früher Bf.) \| Windsor CT (früher Bf.) \| \| \| \| Holyoke Street Railway (Palisado Avenue) \| \| \| \| \| Farmington River \| \| \| \| 73,5 \| Hayden’s \| Hayden’s \| \| \| \| Hayden \| \| \| \| \| Holyoke Street Railway (South Main Street) \| \| \| \| \| Windsor Locks CT (neue Station) \| \| \| \| \| Interstate 91 \| \| \| \| 78,2 \| Windsor Locks CT (alter Bf.) \| Windsor Locks CT (alter Bf.) \| \| \| \| nach Suffield \| \| \| \| \| Connecticut River \| \| \| \| 80,5 \| Warehouse Point CT \| Warehouse Point CT \| \| \| 84,0 \| Enfield Bridge CT \| Enfield Bridge CT \| \| \| 86,9 \| Thompsonville CT \| Thompsonville CT \| \| \| \| Connecticut/Massachusetts \| \| \| \| 93,5 \| Longmeadow MA \| Longmeadow MA \| \| \| 95,8 \| Pecowsic MA \| Pecowsic MA \| \| \| \| Straßenbahn Springfield (Memorial Avenue) \| \| \| \| \| Verbindung nach East Northfield \| \| \| \| \| Interstate 91 \| \| \| \| \| von Albany \| \| \| \| \| von East Northfield \| \| \| \| \| Straßenbahn Springfield (Main Street) \| \| \| \| 99,8 \| Springfield MA Union Station \| Springfield MA Union Station \| \| \| \| nach East Hartford und Worcester \| \| | |                                                      |                                                      |
| Strecke | | von New York City                                    | von New York City                                    |
| Bahnhof | 0,0 | New Haven CT Union Station                           | New Haven CT Union Station                           |
| Abzweig geradeaus und ehemals nach links | | nach Shelburne Junction                              | nach Shelburne Junction                              |
| Kreuzung geradeaus unten (Querstrecke außer Betrieb) | | Straßenbahn der Connecticut Co. (Chapel Street)      | Straßenbahn der Connecticut Co. (Chapel Street)      |
| Bahnhof | | New Haven CT State Street (nur MNR/SLE)              | New Haven CT State Street (nur MNR/SLE)              |
| Kreuzung geradeaus unten (Querstrecke außer Betrieb) | | Straßenbahn der Connecticut Co. (Grand Avenue)       | Straßenbahn der Connecticut Co. (Grand Avenue)       |
| Strecke mit Straßenbrücke | | Interstate 91                                        | Interstate 91                                        |
| Abzweig geradeaus und von rechts | | Hafenbahn                                            | Hafenbahn                                            |
| Brücke über Wasserlauf | | Mill River                                           | Mill River                                           |
| Kreuzung geradeaus oben (Querstrecke außer Betrieb) | | Straßenbahn der Connecticut Co. (Humphrey Street)    | Straßenbahn der Connecticut Co. (Humphrey Street)    |
| ehemaliger Bahnhof | 2,7 | Cedar Hill (früher Airline Junction)                 | Cedar Hill (früher Airline Junction)                 |
| Strecke mit Straßenbrücke | | Interstate 91                                        | Interstate 91                                        |
| Abzweig geradeaus und nach rechts | | nach New London                                      | nach New London                                      |
| Abzweig geradeaus und nach rechts | | nach Willimantic                                     | nach Willimantic                                     |
| Dienststation / Betriebs- oder Güterbahnhof | | Güterbahnhof                                         | Güterbahnhof                                         |
| ehemaliger Haltepunkt / Haltestelle | 7,7 | Quinnipiac CT                                        | Quinnipiac CT                                        |
| Dienststation / Betriebs- oder Güterbahnhof | | Devine Street                                        | Devine Street                                        |
| Abzweig geradeaus und von rechts | | Anschluss Güterbf. Cedar Hill                        | Anschluss Güterbf. Cedar Hill                        |
| Brücke über Wasserlauf | | Quinnipiac River                                     | Quinnipiac River                                     |
| Dienststation / Betriebs- oder Güterbahnhof | 11,7 | North Haven CT                                       | North Haven CT                                       |
| Strecke mit Straßenbrücke | | Interstate 91 (2×)                                   | Interstate 91 (2×)                                   |
| Haltepunkt / Haltestelle | 20,3 | Wallingford CT (früher Bf.)                          | Wallingford CT (früher Bf.)                          |
| Kreuzung (Querstrecke außer Betrieb) | | Straßenbahn der Connecticut Co. (Hall Avenue)        | Straßenbahn der Connecticut Co. (Hall Avenue)        |
| ehemaliger Bahnhof | 25,7 | Yalesville CT                                        | Yalesville CT                                        |
| Blockstelle | | Holt (früher Holts Mill)                             | Holt (früher Holts Mill)                             |
| Kreuzung (Querstrecke außer Betrieb) | | Straßenbahn der Connecticut Co. (Main Street)        | Straßenbahn der Connecticut Co. (Main Street)        |
| Bahnhof | 29,9 | Meriden CT                                           | Meriden CT                                           |
| Strecke mit Straßenbrücke | | Interstate 691                                       | Interstate 691                                       |
| Kreuzung geradeaus unten (Querstrecke außer Betrieb) | | Strecke Waterbury–Cromwell (Quarry Junction)         | Strecke Waterbury–Cromwell (Quarry Junction)         |
| Kreuzung geradeaus unten (Querstrecke außer Betrieb) | | Straßenbahn der Connecticut Co. (Farmington Avenue)  | Straßenbahn der Connecticut Co. (Farmington Avenue)  |
| Abzweig geradeaus und ehemals nach links | | Verbindung nach New Britain                          | Verbindung nach New Britain                          |
| Bahnhof | 41,7 | Berlin CT (Keilbahnhof, früher New Britain Junction) | Berlin CT (Keilbahnhof, früher New Britain Junction) |
| Abzweig geradeaus und ehemals von rechts | | von Middletown                                       | von Middletown                                       |
| Abzweig geradeaus und von links | | von New Britain                                      | von New Britain                                      |
| Kreuzung geradeaus unten (Querstrecke außer Betrieb) | | Straßenbahn der Connecticut Co. (Cedar Street)       | Straßenbahn der Connecticut Co. (Cedar Street)       |
| Abzweig geradeaus und ehemals von links | | von Waterbury (Newington Junction)                   | von Waterbury (Newington Junction)                   |
| Dienststation / Betriebs- oder Güterbahnhof | | Elmwood                                              | Elmwood                                              |
| Strecke mit Straßenbrücke | | Interstate 84                                        | Interstate 84                                        |
| Blockstelle | | Parkville                                            | Parkville                                            |
| Strecke mit Straßenbrücke | | Interstate 84                                        | Interstate 84                                        |
| Kreuzung geradeaus oben (Querstrecke außer Betrieb) | | Straßenbahn der Connecticut Co. (Asylum Street)      | Straßenbahn der Connecticut Co. (Asylum Street)      |
| Bahnhof | 58,9 | Hartford CT Union Station                            | Hartford CT Union Station                            |
| Strecke mit Straßenbrücke | | Interstate 84                                        | Interstate 84                                        |
| Abzweig geradeaus, ehemals nach links und von links | | nach Poughkeepsie                                    | nach Poughkeepsie                                    |
| Kreuzung geradeaus unten (Querstrecke außer Betrieb) | | Straßenbahn der Connecticut Co. (Main Street)        | Straßenbahn der Connecticut Co. (Main Street)        |
| Abzweig geradeaus und nach rechts | | nach Providence                                      | nach Providence                                      |
| Dienststation / Betriebs- oder Güterbahnhof | | Güterbahnhof Hartford                                | Güterbahnhof Hartford                                |
| Abzweig geradeaus und von rechts | | von Fenwick                                          | von Fenwick                                          |
| Strecke mit Straßenbrücke | | Interstate 91                                        | Interstate 91                                        |
| ehemaliger Haltepunkt / Haltestelle | 64,1 | Wilson’s                                             | Wilson’s                                             |
| Strecke mit Straßenbrücke | | Interstate 291                                       | Interstate 291                                       |
| Haltepunkt / Haltestelle | 69,0 | Windsor CT (früher Bf.)                              | Windsor CT (früher Bf.)                              |
| Kreuzung geradeaus oben (Querstrecke außer Betrieb) | | Holyoke Street Railway (Palisado Avenue)             | Holyoke Street Railway (Palisado Avenue)             |
| Brücke über Wasserlauf | | Farmington River                                     | Farmington River                                     |
| ehemaliger Haltepunkt / Haltestelle | 73,5 | Hayden’s                                             | Hayden’s                                             |
| Blockstelle | | Hayden                                               | Hayden                                               |
| Kreuzung geradeaus unten (Querstrecke außer Betrieb) | | Holyoke Street Railway (South Main Street)           | Holyoke Street Railway (South Main Street)           |
| Haltepunkt / Haltestelle | | Windsor Locks CT (neue Station)                      | Windsor Locks CT (neue Station)                      |
| Strecke mit Straßenbrücke | | Interstate 91                                        | Interstate 91                                        |
| Dienststation / Betriebs- oder Güterbahnhof | 78,2 | Windsor Locks CT (alter Bf.)                         | Windsor Locks CT (alter Bf.)                         |
| Abzweig geradeaus und nach links | | nach Suffield                                        | nach Suffield                                        |
| Brücke über Wasserlauf | | Connecticut River                                    | Connecticut River                                    |
| ehemaliger Bahnhof | 80,5 | Warehouse Point CT                                   | Warehouse Point CT                                   |
| ehemaliger Haltepunkt / Haltestelle | 84,0 | Enfield Bridge CT                                    | Enfield Bridge CT                                    |
| ehemaliger Bahnhof | 86,9 | Thompsonville CT                                     | Thompsonville CT                                     |
| Grenze | | Connecticut/Massachusetts                            | Connecticut/Massachusetts                            |
| ehemaliger Haltepunkt / Haltestelle | 93,5 | Longmeadow MA                                        | Longmeadow MA                                        |
| ehemaliger Bahnhof | 95,8 | Pecowsic MA                                          | Pecowsic MA                                          |
| Kreuzung geradeaus unten (Querstrecke außer Betrieb) | | Straßenbahn Springfield (Memorial Avenue)            | Straßenbahn Springfield (Memorial Avenue)            |
| Abzweig geradeaus und ehemals nach links | | Verbindung nach East Northfield                      | Verbindung nach East Northfield                      |
| Strecke mit Straßenbrücke | | Interstate 91                                        | Interstate 91                                        |
| Abzweig geradeaus und von links | | von Albany                                           | von Albany                                           |
| Abzweig geradeaus und von links | | von East Northfield                                  | von East Northfield                                  |
| Kreuzung geradeaus oben (Querstrecke außer Betrieb) | | Straßenbahn Springfield (Main Street)                | Straßenbahn Springfield (Main Street)                |
| Bahnhof | 99,8 | Springfield MA Union Station                         | Springfield MA Union Station                         |
| Abzweig geradeaus und ehemals nach rechts | | nach East Hartford und Worcester                     | nach East Hartford und Worcester                     |

Die Bahnstrecke New Haven–Springfield ist eine Eisenbahnstrecke in Connecticut und Massachusetts (Vereinigte Staaten). Sie ist rund 100 Kilometer lang und verbindet unter anderem die Städte New Haven, Meriden, Berlin, Hartford, Windsor und Springfield.
Die normalspurige Strecke gehört der Amtrak, die den Personenverkehr auf ihr betreibt. Die Connecticut Southern Railroad (CSO) und die Pan Am Southern (PAS) haben ein Mitbenutzungsrecht für die Strecke mit Ausnahme des Abschnitts von der New Haven Union Station bis zum Abzweigpunkt Cedar im Norden der Stadt. Im Stadtgebiet von New Haven haben die Metro North Railroad (MNR) (bis State Street), die Shore Line East (SLE), eine dem Verkehrsministerium von Connecticut unterstellte Bahngesellschaft, die CSX Transportation (CSXT) sowie die Providence and Worcester Railroad (PW) Mitbenutzungsrechte. Die CSXT und PW benutzen den Abschnitt von der Union Station bis Cedar Hill im Güterverkehr, die SLE im Personenverkehr. Die MNR führt einzelne Personenzüge aus New York bis zum Bahnhof State Street.
Der Abschnitt von New Haven bis Cedar Hill gehört zum Nordostkorridor und ist mit 12.500 Volt und 60 Hertz Wechselstrom elektrifiziert.

## Geschichte
Investoren aus Hartford, New Haven und den dazwischen liegenden Orten beabsichtigten eine Eisenbahn zu bauen, die einerseits Hartford an die Küste anbinden sollte und andererseits um der Stadt New Haven einen besseren Zugang zum Connecticut River zu gewähren. Die bis dahin einzigen Transportmöglichkeiten bestanden über den Connecticut River, der im Winter oft zugefroren war, oder über unbefestigte Landstraßen. Im Mai 1833 gründete man daher die Hartford and New Haven Railroad. 1836 begannen die Bauarbeiten von New Haven aus, mussten aus Finanznot jedoch schon kurz darauf unterbrochen werden. Erst im Dezember 1838 ging der erste Abschnitt von New Haven bis Meriden in Betrieb. Im Dezember 1839 war Hartford erreicht und damit die projektierte Strecke fertiggestellt. In New Haven gab es zu diesem Zeitpunkt keinen Eisenbahnanschluss in Richtung New York, der Verkehr dorthin wurde mit Schiffen abgewickelt.
Die Verlängerung nach Springfield war bereits während der Bauarbeiten beschlossen worden und für den in Massachusetts liegenden Abschnitt gründeten die Gesellschafter am 5. April 1839 die Hartford and Springfield Railroad, die am 6. Oktober 1841 formal aufgestellt wurde. 1842 begannen die Bauarbeiten für die Verlängerung, die erst im Dezember 1844 abgeschlossen werden konnten. Am 23. April 1847 fusionierten die beiden Bahngesellschaften unter dem Namen der Hartford&New Haven. Die Holzbrücke über den Connecticut River bei Warehouse Point wurde schon im Oktober 1846 durch einen Sturm zerstört. Für 45 Tage war der Zugverkehr dadurch unterbrochen, bis eine neue Brücke errichtet war. Sie wurde 1866 durch eine eiserne Brücke ersetzt. In den 1850er Jahren wurde die gesamte Strecke zweigleisig ausgebaut.
Ab 24. Juli 1872 betrieb die New York, New Haven and Hartford Railroad die Bahnstrecke. Der Verkehr war dicht und zahlreiche Expresszüge aus Richtung New York in verschiedene Städte und Touristikregionen in New England fuhren auf ihr. 1889 ging das Beförderungsaufkommen im Fernverkehr merklich zurück, als die Küstenstrecke von New Haven nach Boston über Providence fertiggestellt worden war. Bis dahin war die Strecke Teil der Verbindung New York–Boston. Der Regionalverkehr auf der Strecke ging erst Anfang des 20. Jahrhunderts zurück, nachdem mehrere Überlandstraßenbahnbetriebe ihre Streckennetze soweit ausgebaut hatten, dass man alle Orte entlang der Strecke auch mit Straßenbahnen erreichen konnte.
1969 übernahm die Penn Central die Strecke. Der Personenverkehr wurde 1971 auf die Amtrak übertragen, die die Strecke 1976 kaufte. Penn Central wurde im gleichen Jahr von Conrail übernommen, die ein Mitbenutzungsrecht erhielt und weiterhin den Güterverkehr betrieb. 1982 erwarb die Boston and Maine Railroad ebenfalls ein Mitbenutzungsrecht für die gesamte Strecke, das ein Jahr später auf die Guilford Transportation überging, die seit 2006 unter dem Namen Pan Am Railways firmiert. 2009 lagerte diese Gesellschaft einen Teil ihres Netzes unter dem Namen Pan Am Southern aus. Ab 1990 entfernte die Amtrak auf dem in Connecticut liegenden Streckenteil größtenteils das zweite Gleis. Lediglich kurze Begegnungsabschnitte von wenigen Kilometern Länge blieben erhalten. Mit der Auflösung der Conrail 1998 ging deren Nutzungsrecht auf die Connecticut Southern Railroad über.
Seit etwa 2000 planen Connecticut und Massachusetts, die Strecke für den Vorortverkehr auszubauen. Hierzu soll das zweite Gleis auf einem Großteil der Strecke wieder eingebaut sowie die Streckeninfrastruktur erneuert werden. Mitte der 2010er Jahre soll das Vorhaben abgeschlossen sein.

## Streckenbeschreibung

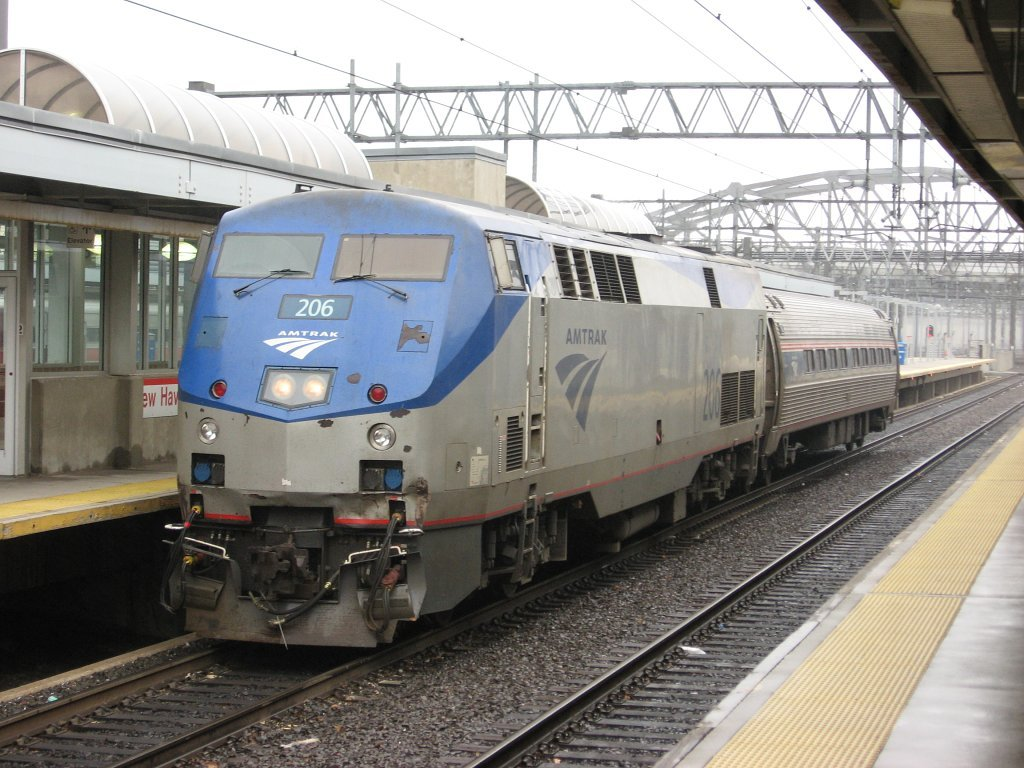
Amtrak-Shuttlezug nach Springfield in der New Haven Union Station, 2007.

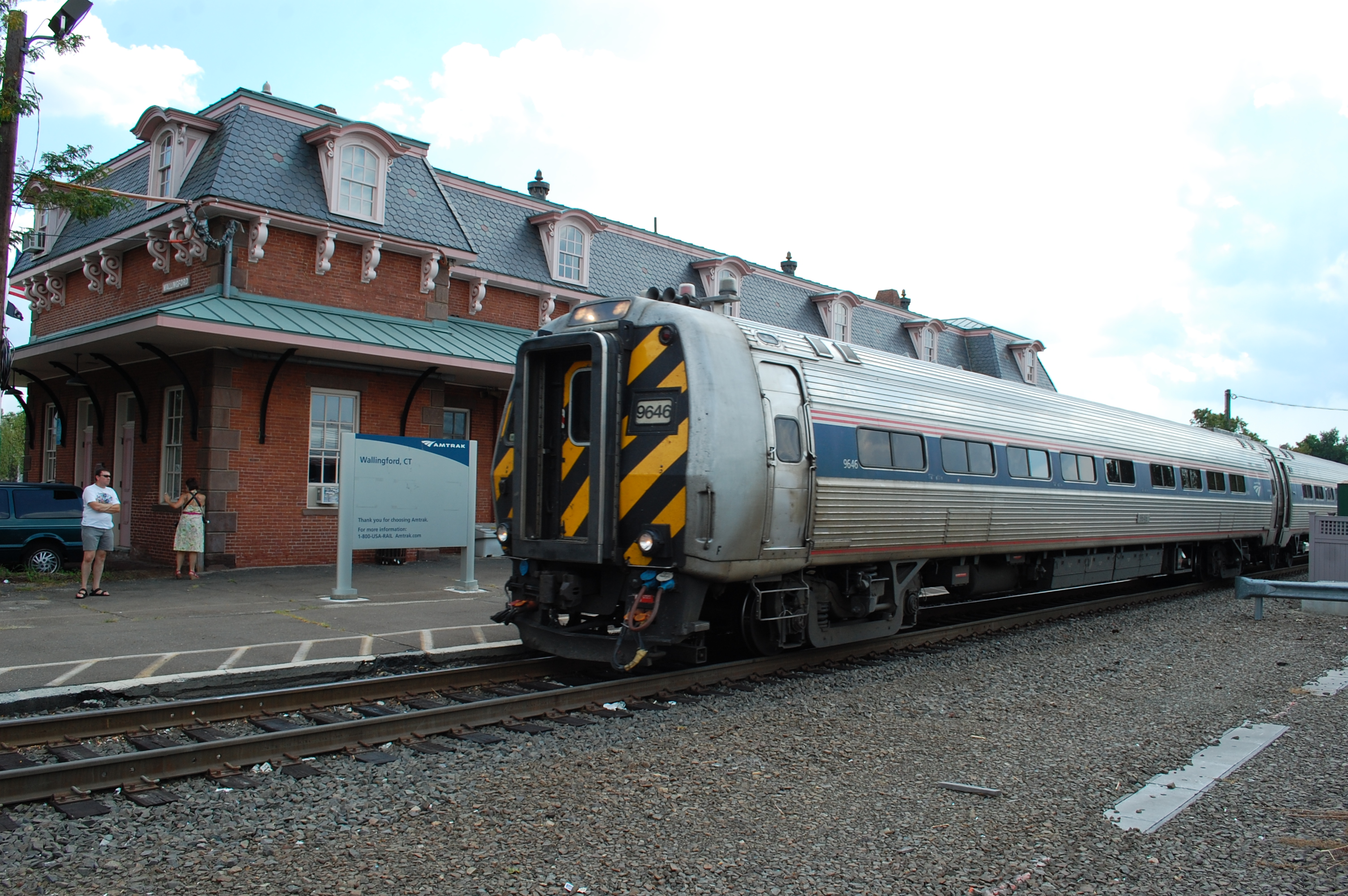
Vermonter-Expresszug nach St. Albans, Vermont, im Bahnhof Wallingford, 2012.

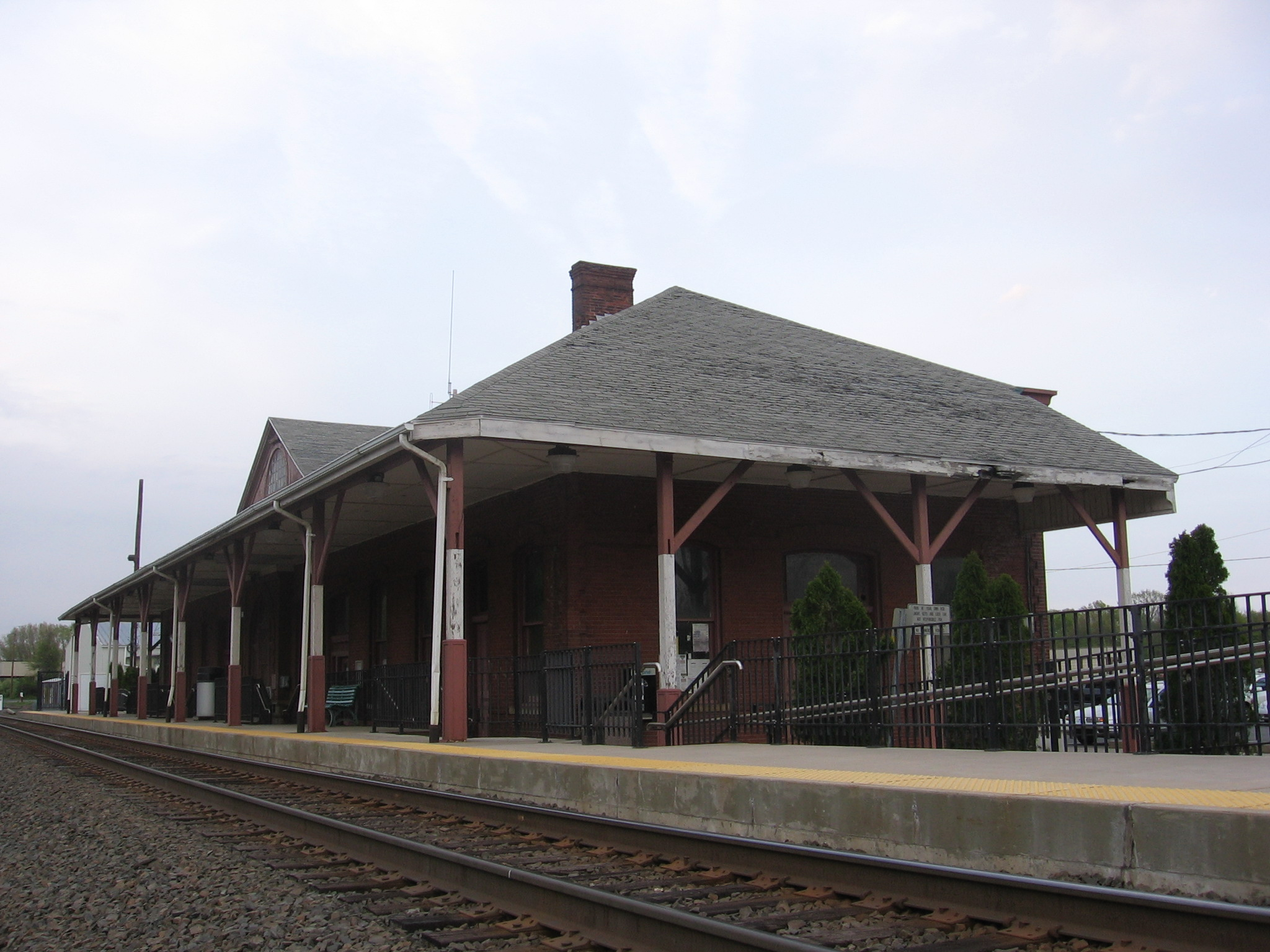
Bahnhof Berlin, 2012.

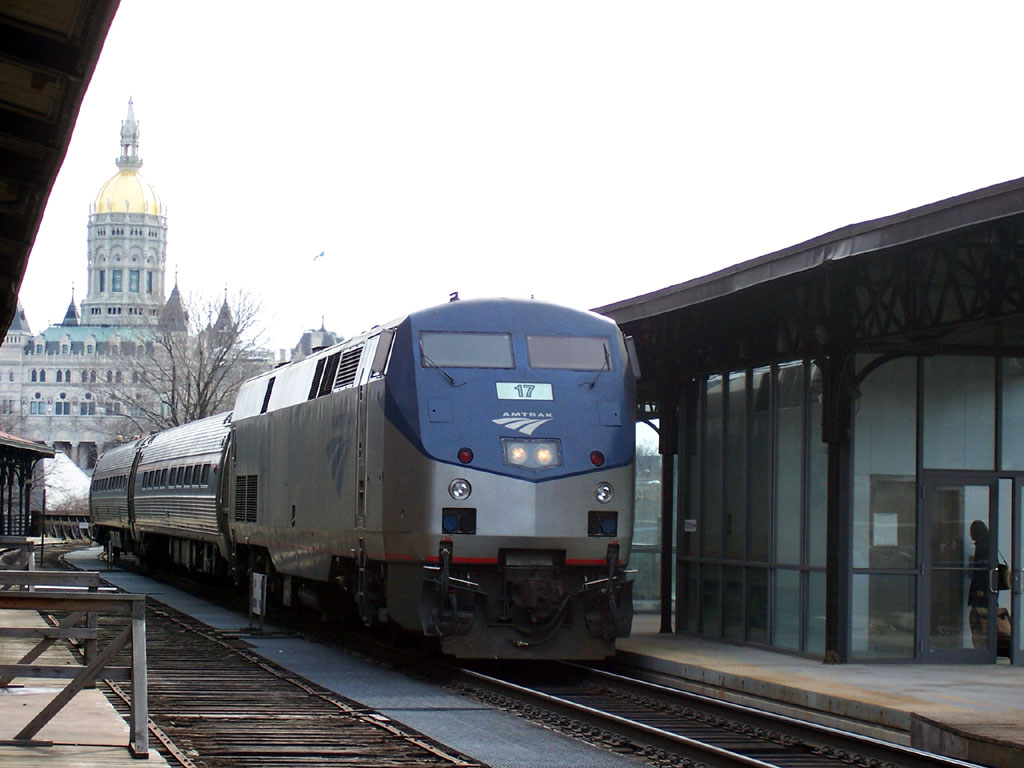
Hartford Union Station mit einem Lokalzug nach Springfield, 2005. Der Hausbahnsteig (links) ist seit den 1990er Jahren ohne Gleis.

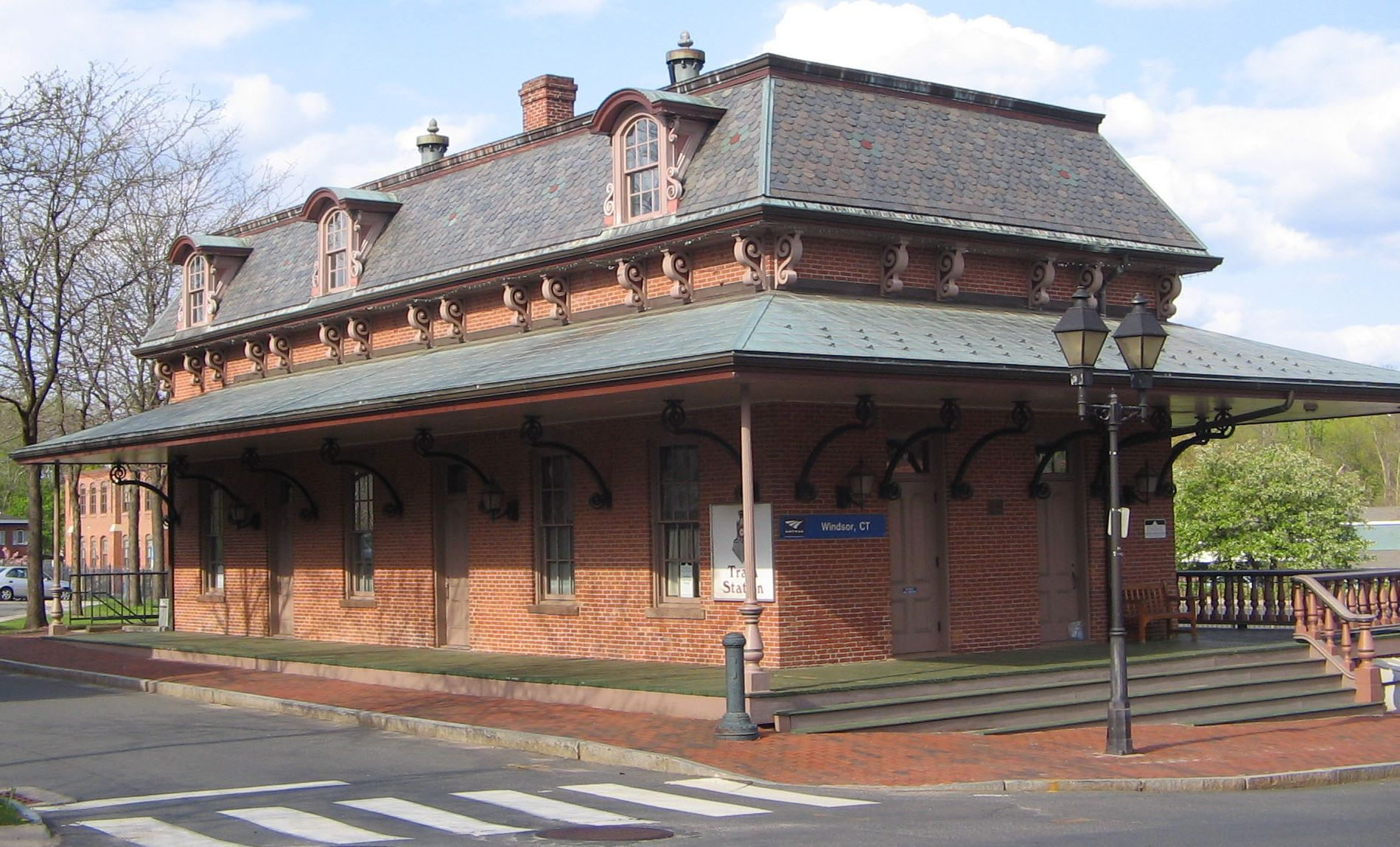
Bahnhof Windsor, 2008.

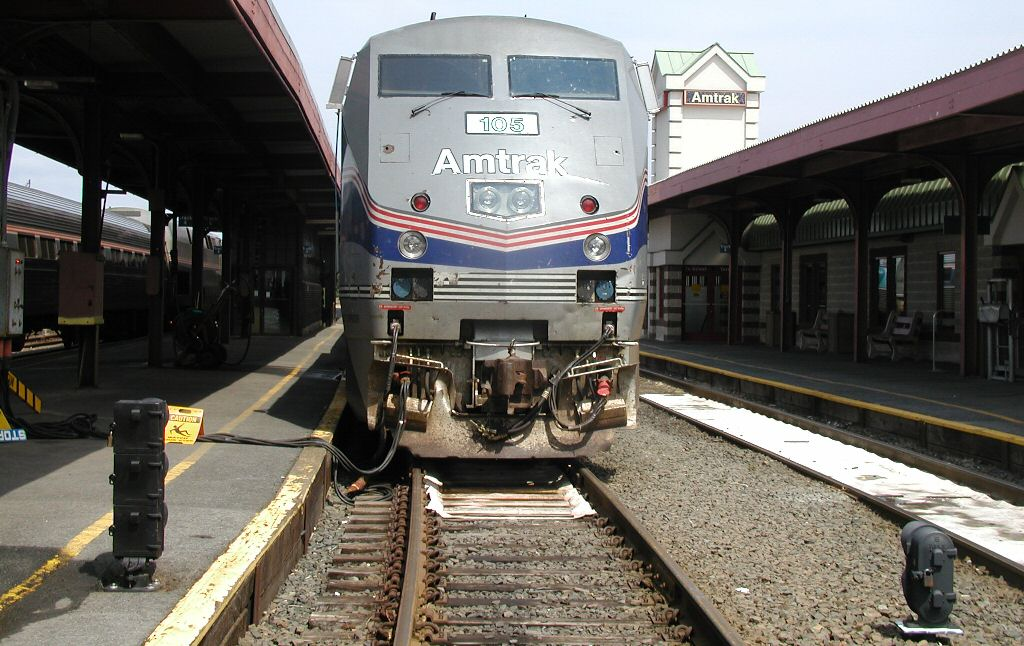
Springfield Union Station mit einem Shuttlezug nach New Haven.

Die Strecke beginnt in der New Haven Union Station südlich des Stadtzentrums und verläuft durch New Haven in Richtung Nordosten. Nach dem Gleisvorfeld des Bahnhofs schließt sich fast unmittelbar die Station New Haven State Street im Stadtzentrum an, an der einige Züge der Metro North Railroad enden und die Züge der Shore Line East halten. Die Shore Line East befördert Fahrgäste von der Union Station zur State Street kostenlos. Die Amtrakzüge fahren hier durch. Die Strecke überquert dann den Mill River und erreicht den Bahnhof Cedar Hill. In dem früheren Bahnhof zweigen die Shore Line nach New London und die Airline nach Willimantic in Richtung Osten bzw. Nordosten ab, während die Strecke nach Springfield in Richtung Norden abbiegt. Die Abzweigstelle wird auch Airline Junction genannt. Der Abschnitt von der Union Station bis zum Abzweig der Shore Line gehört zum Nordostkorridor und ist elektrifiziert.
Nach dem Abzweig folgt ein Güterbahnhof, der zum Bahnhofskomplex Cedar Hill gehört. Ein weiterer Güterbahnhof, der sich an der Airline befindet, wird durch ein Verbindungsgleis erreicht, das nördlich von New Haven in Richtung Südosten aus der Strecke abzweigt. Dieses Anschlussgleis gehört der Pan Am Southern und wird von Amtrak nicht befahren. Die Hauptstrecke führt weiter nordwärts und überquert den Quinnipiac River. In North Haven soll ein Haltepunkt für die Vorortzüge entstehen. Auch früher befand sich hier bereits ein Personenzughalt. Hier endet seit Anfang der 1990er Jahre die zweigleisige Strecke. Wenige Kilometer weiter ist Wallingford erreicht. Der frühere Bahnhof wurde in den 1990er Jahren zum Haltepunkt zurückgebaut. Das historische Bahnhofsgebäude steht noch und wird weiterhin genutzt, jedoch seit 1994 nicht mehr als Empfangsgebäude. Es dient jetzt dem ortsansässigen Modellbahnverein und Schulungszentrum.
Durch den Wallingforder Stadtteil Yalesville, wo sich früher auch eine Bahnstation befand, führt die Strecke weiter nach Meriden. Auch hier halten die Züge am früheren Bahnhof, dessen Empfangsgebäude jedoch abgerissen ist. Im Stadtgebiet von Meriden ist die Strecke zweigleisig. Nördlich des Bahnhofs Meriden, am Knotenpunkt Quarry Junction überquert die stillgelegte Bahnstrecke Waterbury–Cromwell die Bahntrasse auf einer noch vorhandenen Brücke. Eine Verbindungskurve bestand aus Richtung Springfield in Richtung Waterbury. Einige Kilometer weiter nördlich erreicht die Trasse die Stadt Berlin. Der Personenbahnhof ist heute nur noch ein eingleisiger Haltepunkt mit einem Seitenbahnsteig. Die hier abzweigende Strecke nach Middletown hatte einen eigenen Bahnsteig auf der anderen Seite des Empfangsgebäudes, was die Station zu einem Keilbahnhof macht. Auf der anderen Gleisseite zweigt in einem großzügigen Gleisdreieck die Strecke nach New Britain ab, was dem Bahnhof früher den Namen New Britain Junction einbrachte. Von dem Gleisdreieck wird nur noch die Verbindungskurve in Richtung Springfield genutzt, das Gleis in der anderen Verbindungskurve dient als Abstellgleis und ist nicht mehr an das Hauptgleis angeschlossen.
Die Strecke führt weiter nordwärts und nach wenigen Kilometern mündet die Trasse der stillgelegten Bahnstrecke Waterbury–Providence ein. Diese Bahnstrecke verlief bis Hartford unmittelbar neben der Strecke nach Springfield. Der Knotenpunkt wurde Newington Junction genannt. Hier soll nach den Plänen des Verkehrsministeriums ebenfalls ein neuer Haltepunkt für die Vorortzüge eingerichtet werden. In Hartford halten die Züge heute am einzigen verbleibenden Gleis der früher mehrgleisigen Hartford Union Station, der Hausbahnsteig ist ohne Gleis. Direkt nördlich an den Bahnhof schließt sich ein früheres Gleisdreieck an, dessen Verbindungskurve in die Union Station vollständig abgebaut ist. Das Gleisdreieck bindet die Strecke nach Poughkeepsie an. Etwa einen Kilometer weiter zweigt die Strecke nach Providence ab und die Strecke aus Fenwick mündet ein. Ab hier verläuft die Strecke bis Springfield entlang des Connecticut River, zunächst an dessen westlichem Ufer.
Nördlich von Hartford führt die Bahnlinie durch Windsor und Windsor Locks. In Windsor halten nur die Züge nach Springfield, der Vermonter, der einzige verbliebene Expresszug auf der Strecke, fährt durch. In Windsor Locks baute die Amtrak südlich des früheren Bahnhofs einen neuen Haltepunkt, an dem die Züge nun halten. Der frühere Personenbahnhof ist abgerissen, jedoch zweigt hier weiterhin die Strecke nach Suffield ab. Nach diesem Abzweig biegt die Bahnstrecke in Richtung Osten ab und überquert den Connecticut River. Diese Brücke ist das aufwändigste Kunstbauwerk der Strecke. Am anderen Ufer biegt die Strecke wieder nach Norden ab. In der Kurve lag die Bahnstation Warehouse Point, die sich im Stadtgebiet von East Windsor befindet. Die Strecke verläuft nun unmittelbar am Flussufer entlang nordwärts durch Enfield, wo ein weiterer neuer Haltepunkt geplant ist, und überquert kurz darauf die Bundesstaatengrenze nach Massachusetts. Ab der Grenze ist die Strecke zweigleisig. Durch Longmeadow und den Springfielder Stadtteil Pecowsic erreicht die Bahnstrecke ihren Endpunkt im Zentrum von Springfield. Sie mündet in die Bahnstrecke Worcester–Albany ein und endet in der Springfield Union Station.

## Personenverkehr
1868 verkehrten auf der Strecke drei Expresszüge und ein sonntäglicher Postzug New York–Boston, drei Personenzüge zwischen New Haven und Springfield, zwei Personenzüge von Hartford nach Springfield und zurück sowie ein Zugpaar New Haven–Meriden.
Nach der Eröffnung der durchgehenden Hauptstrecke über Providence fuhren 1893 fünf Expresszüge von New York nach Boston über Hartford, von denen einer jedoch zwischen Hartford und Boston über Willimantic verkehrte. Sonntags fuhren nur zwei der Züge. Werktags verkehrten daneben zwischen New Haven und Springfield zehn Personenzüge sowie ein weiterer zwischen Hartford und Windsor Locks. Sonntags fuhr ein Personenzug über die gesamte Strecke sowie zwei zwischen Hartford und Berlin, die dann weiter nach New Britain fuhren.
In den folgenden Jahrzehnten wurden zahlreiche bedeutende Expresszüge eingerichtet, die über die Strecke fuhren, darunter der Bar Harbor Express nach Maine, sowie Züge nach Montréal und in die White Mountains. Der Tiefpunkt des Personenverkehrs auf der Strecke kam 1971, als Amtrak den Personenverkehr übernahm. Zwischen New Haven und Hartford fuhren in diesem Jahr an Wochentagen noch neun Züge, zwischen Hartford und Springfield waren es vier. An Wochenenden verkehrten sieben bis Hartford und fünf weiter nach Springfield.
2012 fuhren neben dem täglichen Expresszug Vermonter (Washington DC–St. Albans VT) an Wochentagen fünf und am Wochenende sechs Zugpaare zwischen New Haven und Springfield, von denen einige über New Haven hinaus bis Washington weiterfahren.

## Unfälle
Ein schwerer Zugunfall ereignete sich auf der Strecke am 2. September 1913. Bei starkem Nebel stauten sich die zahlreichen Personen- und Expresszüge in Richtung Süden. Der White Mountains Express aus New Hampshire kommend überfuhr ein Haltesignal und fuhr mit 80 km/h auf den südlich von Wallingford stehengebliebenen Bar Harbor Express aus Maine auf. Letzterer Zug bestand aus älteren Holzwaggons, die größtenteils zerstört wurden. 21 Personen starben bei dem Unfall. Unfallursache war neben der veralteten Signalanlage, die bei Nebel kaum sichtbar war, dass der Bremser des letzten Wagens des Bar Harbor Express es versäumt hatte, den auf freier Strecke stehenden Zug nach hinten abzusichern. Außerdem fuhr der auffahrende Zug zu schnell.